# Échay
Échay ist eine französische Gemeinde mit 115 Einwohnern (Stand: 1. Januar 2022) im Département Doubs in der Region Bourgogne-Franche-Comté.

## Geographie
Échay liegt auf 340 m, etwa 23 Kilometer südlich der Stadt Besançon (Luftlinie). Das Bauerndorf erstreckt sich im Jura, leicht erhöht am linken (nordwestlichen) Talhang des Lison und nördlich der Höhe des Montbergeret.
Die Fläche des 5,49 km² großen Gemeindegebiets umfasst einen Abschnitt des französischen Juras. Das Gebiet wird von Südwesten nach Nordosten vom Lison in gewundenem Lauf durchflossen. Das Tal ist ungefähr einen Kilometer breit und zeigt im Bereich von Échay eine Erweiterung. Es wird auf beiden Seiten von rund 100 m hohen Hängen flankiert, die an der Oberkante an gewissen Stellen von einem Felsband gekrönt werden. Im Südosten befindet sich die Waldhöhe Montbergeret (bis 430 m). Nach Nordwesten erstreckt sich das Gemeindeareal auf das angrenzende, überwiegend bewaldete Hochplateau, auf dem mit 454 m die höchste Erhebung von Échay erreicht wird. 
Nachbargemeinden von Échay sind 
- Le Val mit Montfort im Westen und Pointvillers im Norden,
- Cussey-sur-Lison ebenfalls im Norden,
- Lizine im Osten,
- Myon im Süden und Bartherans im Westen.

## Geschichte
Im Mittelalter bildete Échay ein Lehen der Herrschaft Montmahoux, die den Herren von Chalon unterstand. Zusammen mit der Franche-Comté gelangte das Dorf mit dem Frieden von Nimwegen 1678 an Frankreich.

## Sehenswürdigkeiten

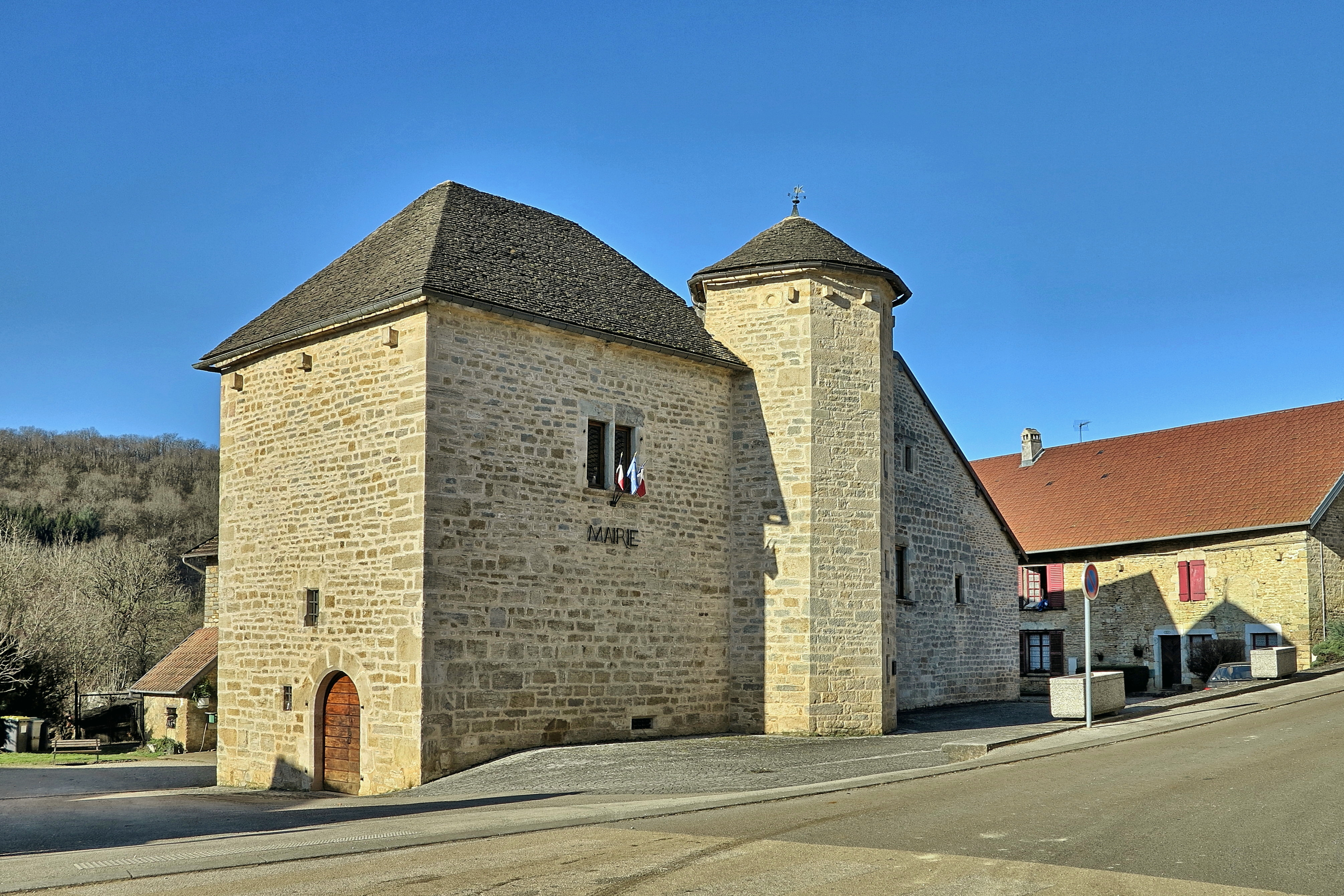
Renaissance-Haus La Téru

Das Gebäude La Téru wurde im 16. Jahrhundert im Stil der Renaissance errichtet und besitzt einen Treppenturm. Der alte Ortskern ist durch verschiedene Bauernhäuser im charakteristischen Stil der Franche-Comté aus dem 17. bis 19. Jahrhundert geprägt. Am Lison befindet sich eine Mühle.

## Bevölkerung
| Jahr                       | 1962 | 1968 | 1975 | 1982 | 1990 | 1999 | 2006 | 2016 |
| Einwohner                  | 82   | 63   | 66   | 75   | 76   | 67   | 96   | 128  |
| Quellen: Cassini und INSEE |      |      |      |      |      |      |      |      |

Mit 115 Einwohnern (Stand 1. Januar 2022) gehört Échay zu den kleinsten Gemeinden des Départements Doubs. Nachdem die Einwohnerzahl in der ersten Hälfte des 20. Jahrhunderts markant abgenommen hatte (1881 wurden noch 155 Personen gezählt), wurde seit Ende der 1990er Jahre wieder ein leichtes Bevölkerungswachstum verzeichnet.

## Wirtschaft und Infrastruktur
Échay war bis weit ins 20. Jahrhundert hinein ein vorwiegend durch die Landwirtschaft (Ackerbau, Obstbau und Viehzucht) und die Forstwirtschaft geprägtes Dorf. Daneben gibt es heute einige Betriebe des lokalen Kleingewerbes. Viele Erwerbstätige sind auch Wegpendler, die in den größeren Ortschaften der Umgebung ihrer Arbeit nachgehen.
Die Ortschaft liegt abseits der größeren Durchgangsstraßen an einer Departementsstraße, die von Épeugney nach Salins-les-Bains führt. Weitere Straßenverbindungen bestehen mit Bartherans und Montfort.